# Javaria shimekii
Javaria shimekii är en svampart som först beskrevs av Ellis & Everh., och fick sitt nu gällande namn av M.E. Barr 1990. Javaria shimekii ingår i släktet Javaria och familjen Melanommataceae.   Inga underarter finns listade i Catalogue of Life.